# Kuwaita heteropoda
Kuwaita heteropoda är en ringmaskart som först beskrevs av Marenzeller 1879.  Kuwaita heteropoda ingår i släktet Kuwaita och familjen Lumbrineridae. Inga underarter finns listade i Catalogue of Life.